# 烏奔突吻魚
烏奔突吻魚（学名：Varicorhinus upembensis）为輻鰭魚綱鯉形目鲤科的其中一種，分布於非洲剛果民主共和國，體長可達20.3公分。

## 扩展阅读
維基物種上的相關：烏奔突吻魚